# Рачинський Іван Іванович
Рачинський Іван Іванович (25 лютого 1861, с. Темирівка, нині Запорізька область — бл. 1921) — український і російський композитор, музичний критик, поет, перекладач.
У 1866 році закінчив юридичний факультет Петербурзького університету. Музики навчався приватно у Н. Козанлі, Г. Дютша та інших, відвідував лекції в Петербурзькій консерваторії. Співробітничав як музичний критик з газетами і журналами.
Автор симфонії, двох симфонічних сюїт. Серед камерно-інструментальний творів: три струнні квартети, два фортепіанні твори, п'єси для фортепіано, скрипки, віолончелі. Також писав хори, пісні, романси (понад 25). У музичних творах відбився український колорит.
Музикознавчі праці: «Етюди з історії російської музики», «Віртуозність та музично-виховні завдання», рецензії тощо.